# 1999 în jocuri video
Acest articol prezintă evenimente importante legate de jocuri video din anul 1999. Vezi și istoria jocurilor video.

## Evenimente
În 1999, au apărut mai multe sequel-uri și prequel-uri în jocurile video, cum ar fi Age of Empires II: The Age of Kings, Chrono Cross, Dance Dance Revolution 2ndMix, Dead or Alive 2, Donkey Kong 64, Final Fantasy VIII, Gran Turismo 2, Heroes of Might and Magic III, Mario Party, Pokémon Gold/Silver, Resident Evil 3, Soulcalibur, Soul Reaver sau Tomb Raider: The Last Revelation, împreună cu titluri noi ca  Ape Escape, Shenmue, Silent Hill, Tony Hawk's Pro Skater sau Super Smash Bros.

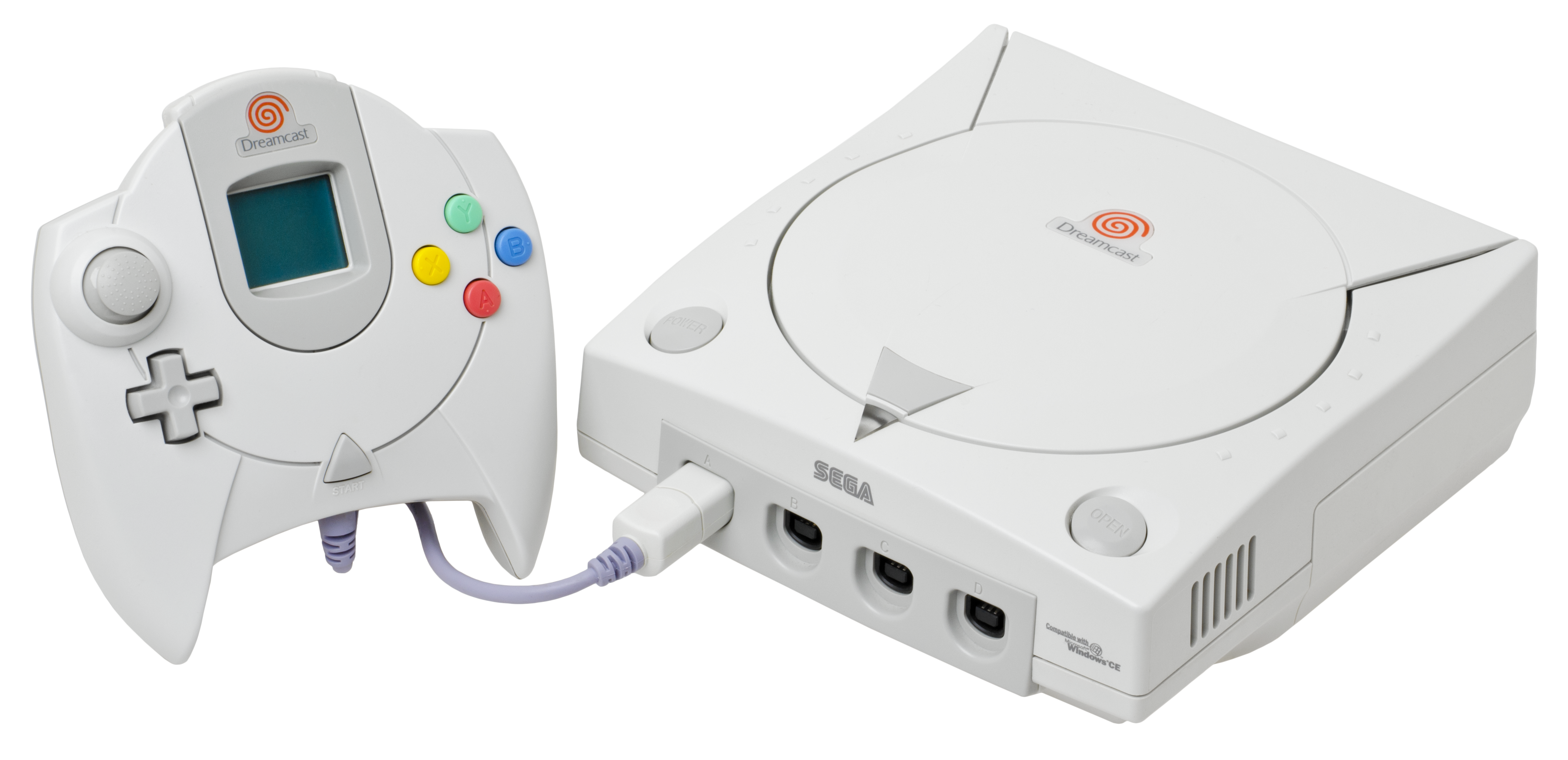
Dreamcast, prima consolă de jocuri pe 128 de biți

Dreamcast, prima consolă de jocuri pe 128 de biți, a fost lansată internațional de Sega.
Cel mai apreciat joc video al anului a fost titlul Dreamcast Soulcalibur, care rămâne printre cele mai bine cotate jocuri din toate timpurile pe Metacritic. Cel mai bine vândut joc video pentru acasă la nivel mondial a fost titlul Game Boy Pokémon Red/Green/Blue/Yellow pentru al doilea an consecutiv, în timp ce jocul arcade cu cele mai mari încasări în Japonia a fost Virtua Striker 2 de la Sega.

### Lansări importante
- Gorki 17

### Companii
Companii noi: 3d6 Games, 7 Studios, BAM!, Liquid Entertainment, Bohemia Interactive, 7FX
- Activision a achiziționat Elsinore Multimedia, Expert Software și Neversoft Entertainment
- Infogrames Entertainment, SA a achiziționat Accolade (Renamed Infogrames North America), Gremlin Interactive (redenumită Infogrames Sheffield House), GT Interactive Software (GTIS) și Ozisoft
- Take-Two Interactive a achiziționat TalonSoft
- ZeniMax Media a achiziționat Bethesda Softworks
- Codemasters a achiziționat Sensible Software